# Ольшанка (приток Девицы)
Ольшанка (Жабиха) — река в Воронежской области России. Левый приток Девицы.
Длина реки составляет 26 км, площадь водосборного бассейна — 156 км².
Река берёт начало к югу от хутора Подорожное. На реке находятся населённые пункты Губаново, Новая Ольшанка, Вязноватовка. Устье реки находится в 57 км от устья Девицы.

## Данные водного реестра
По данным государственного водного реестра России относится к Донскому бассейновому округу, водохозяйственный участок реки — Дон от города Задонск до города Лиски, без рек Воронеж (от истока до Воронежского гидроузла) и Тихая Сосна, речной подбассейн реки — бассейны притоков Дона до впадения Хопра. Речной бассейн реки — Дон (российская часть бассейна).
Код объекта в государственном водном реестре — 05010100812107000002327.